# كوبا (البرتغال)
كوبا هي بلدة وبلدية في منطقة بيجا في البرتغال. كان عدد السكان في عام 2011 يبلغ 4878، في مساحة 172.09 كيلومتر مربع.
العمدة الحالي (منذ 2013) هو جواو بورتوغيس. عطلة البلدية هي يوم الإثنين بعد عيد الفصح.

## التاريخ
من المحتمل أن يكون اسم «كوبا» من أصل عربي، نسبة إلى القبة، التي تبنى على قبور الزعماء الروحيين الزاهدين. هذه الأسماء الجغرافية متكررة في جنوب البرتغال ومن المحتمل أنها مرتبطة بالحركات الصوفية التي ازدهرت خلال فترة انحلال المرابطين، مثل تلك التي قادها ابن قسي.

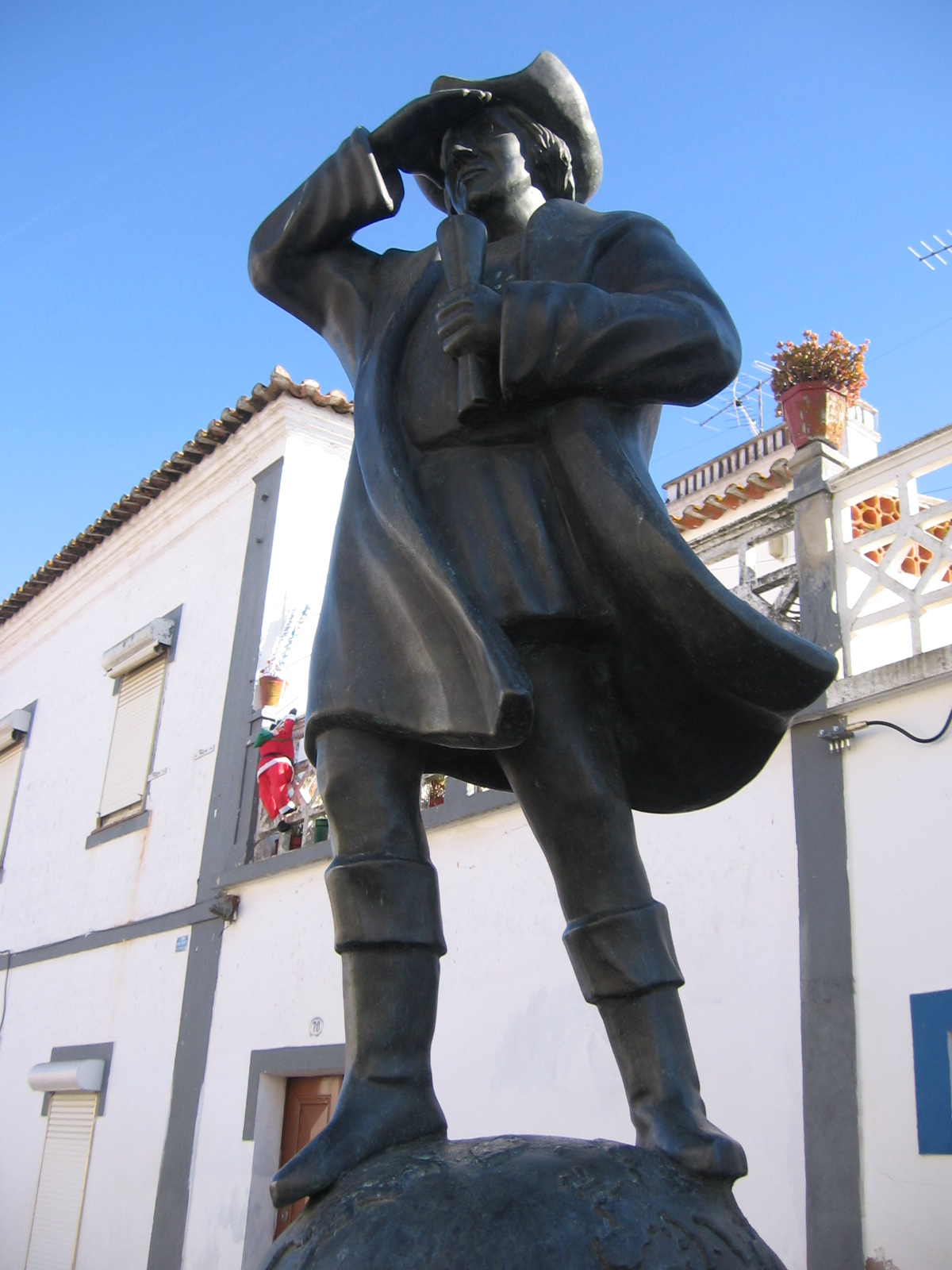
تمثال كولومبوس في كوبا

في القرن العشرين، سعى عدد قليل من العلماء إلى تحويل كولومبوس إلى برتغالي. لقد جعلته إحدى هذه النظريات من مواليد مدينة كوبا، والتي سميت بها الجزيرة الكاريبية. (انظر مكان الميلاد المحتمل لكريستوفر كولومبوس.) يمكن رؤية تمثال يكرم المستكشف في وسط المدينة.

## الأبرشيات
إداريًا، تنقسم البلدية إلى 4 أبرشيات فريغيزيا (Freguesias):
- كوبا
- فارو دو ألينتيخو
- فيلا الفا
- فيلا رويفا

## روابط خارجية
- الموقع الرسمي لقاعة المدينة